# Praseodym(III)-iodid
Praseodym(III)-iodid (PrI3) ist ein Salz des Seltenerd-Metalls Praseodym mit Iodwasserstoff. Es bildet orthorhombische Kristalle, die hygroskopisch sind. Es kristallisiert im PuBr3-Typ (Raumgruppe Cmcm (Raumgruppen-Nr. 63) mit a = 4.3281(6) Å, b = 14.003(6) Å und c = 9.988(3) Å).